# Fantasie voor orkest (Merikanto)
De Fantasie voor orkest is een compositie van Aarre Merikanto. Het werk luidde de periode in waarin Merikanto zich wendde tot de Europese varianten van de Klassieke muziek van de 20e eeuw. De componist begon aan dit werk om het later uit te willen bouwen tot zijn derde symfonie, maar het bleef bij een eendelig werk. Ten opzichte van vorige stukken is de klank donker en in de orkestratie groots. De Finnen moesten echter toen nog niets hebben van modernisering van de muziek. Het werk belandde op de plank.
In 1952 dorst dirigent Touno Hannikainen het aan om het werk voor het eerst uit te (laten) voeren.
Merikanto schreef het werk voor:
- 4 dwarsfluiten, 4 hobo’s, 4 klarinetten, 4 fagotten
- 6 hoorns, 4 trompetten, 4 trombones, 2 tuba’s
- 2 stel pauken, 2 man/vrouw percussie, 2 harpen, celesta
- 16 eerste violen, 16 tweede, 12 altviolen, 10 celli, 8 contrabassen